# دوچرخه‌سواری جاده

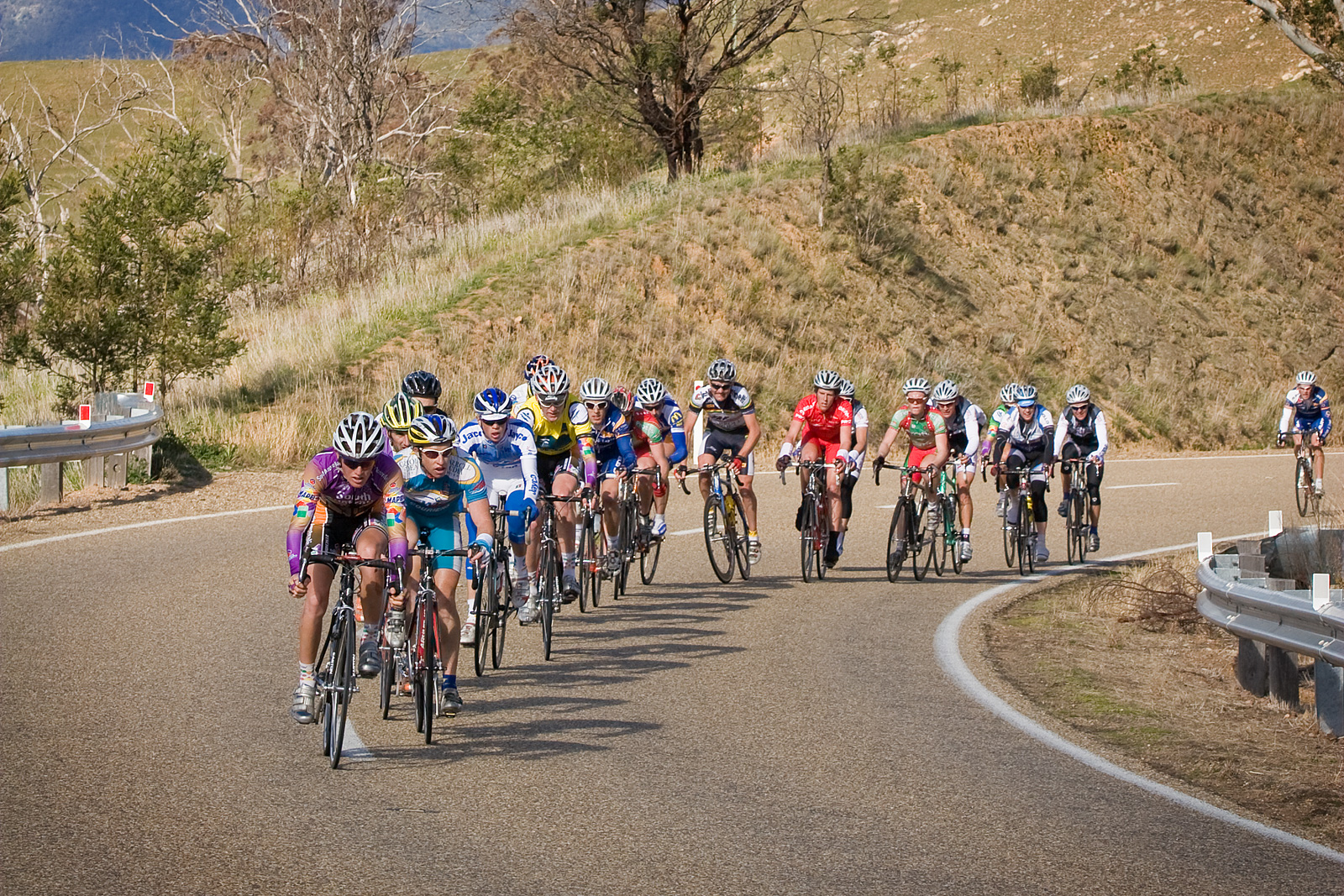
مسابقات دوچرخه‌سواری جاده - استرالیا

دوچرخه‌سواری جاده (به انگلیسی: Road bicycle racing) از رشته‌های ورزش دوچرخه‌سواری است که با استفاده از دوچرخه در جاده‌ها صورت می‌گیرد.
از لحاظ تاریخی کشورهای بلژیک، کلمبیا، دانمارک، فرانسه، آلمان، ایتالیا، لوکزامبورگ، هلند، اسپانیا و سوییس در زمینه دوچرخه‌سواری جاده رقابت و تلاش بیشتری از خود نشان داده‌اند، همچنین با افزایش محبوبیت این ورزش کشورهایی مانند استرالیا، ونزوئلا، روسیه، آفریقای جنوبی، نیوزلند، نروژ، بریتانیا، ایرلند و ایالات متحده آمریکا وارد این رشته ورزشی شدند.
از تورهایی که در داخل ایران برگزار می‌گردند می‌توان تور آذربایجان، استان مرکزی، تور ریاست جمهوری، تور خراسان و تور مازندران که همه ساله در تاریخ معینی برگزار می‌گردد را نام برد، که این تورها چه داخلی و چه خارجی همه زیر نظر (Uci) می‌باشد.
این ورزش در ۳ بخش استقامت جاده، تایم تریل انفرادی و تایم تریل تیمی برگزار می‌شود.
دوچرخه‌سواری جاده ۱۸۶۸ میلادی به صورت یک رشته ورزشی رسمی سازماندهی شده است و اولین دوره مسابقات قهرمانی آن در سال ۱۸۹۳ و از اولین دوره بازی‌های المپیک (۱۸۹۶ آتن) برگزار شده است.

## مفهوم رنگ پیراهن
- پیراهن طلایی برای قهرمانی است که درمجموع مراحل بهترین زمان را به دست آورد.
- پیراهن آبی از آن دوچرخه سواری است که قهرمان مجموع امتیازی باشد.
- قهرمان انفرادی کسی است که کم‌ترین زمان را در کل مراحل احراز کرده باشد.
- پیراهن ارغوانی متعلق به قهرمان هر مرحله از خط پایان می‌باشد.
- پیراهن سبز به آن دوچرخه سواری تعلق می‌گیرد که زود تر از دیگران از خط پایان مرحله سخت و طاقت فرسای کوهستان عبور نماید.

## قوانین دوچرخه سواری جاده
قوانین زیر قوانینی هستند که در دوچرخه سواری جاده رعایت می‌شوند:
- بیشینه مسافت تورهای یک مرحله برای جوانان ۱۴۰ کیلومتر و برای بزرگ سالان ۲۰۰ کیلومتر است هم چنین بیش‌ترین مقدار مسافت برای افراد ۱۸ سال تا ۲۳ سال ۱۸۰کیلومتر است.
- در صورتی که مسیر مسابقه از ۱۵۰ کیلومتر بیش تر باشد می‌توان تعداد ایستگاه‌های تغذیه را بیش تر کرد.
- از محل استارت واقعی و بعد از طی مسیر ۵۰ کیلومتری، تا ۲۰ کیلومتر آخر مسابقه می‌توان از ایستگاه‌های تغذیه استفاده کرد.
- دوچرخه سواران باید دو شماره به پیراهن و یک پلاک بر روی تنه دوچرخه نصب نماید.
- در خط پایان، داور باید حتماً از پرچم شطرنجی و قابل دید برای ورزش کاران استفاده نماید.
- کنترل فنی دوچرخه‌ها قبل از شروع مسابقه برای تمام دوچرخه سواران الزامی است.
- حضور نیروهای پزشکی و امدادی و اورژانس و پلیس در برگزاری مسابقات الزامی است.

## قوانین برگزاری مسابقات تایم تریل انفرادی جاده
- بیش‌ترین مقدار مسافت تایم تریل انفرادی برای جوانان ۳۰ کیلومتر و در بازی‌های المپیک ۲۰ الی ۳۰ کیلومتر می‌باشد.
- بیش‌ترین مقدار مسافت مسافت تایم تریل انفرادی برای زیر ۲۳ سال ۴۰ کیلومتر و در بازی‌های المپیک ۳۰ الی ۴۰ کیلومتر می‌باشد.
- بیش‌ترین مقدار مسافت تایم تریل انفرادی برای بالای ۲۳ سال ۸۰ کیلومتر و در بازی‌های المپیک ۴۰ الی ۵۰ کیلومتر است.
- تعداد شماره‌های قابل نصب بر روی پیراهن دوچرخه سوار یک شماره می‌باشد.
- در خط پایان زمان محاسبه شده برای دوچرخه سوار با عبور طوقه جلوی دوچرخه محاسبه می‌شود.
- فاصله حرکت نفرات یک تا سه دقیقه می‌باشد که با توجه به شرایط تغییر می‌کند.
- در این مسابقات کسب زمان کمتر برای دوچرخه سواران از اهمیت بالایی برخوردار است.[۳]

## نگارخانه

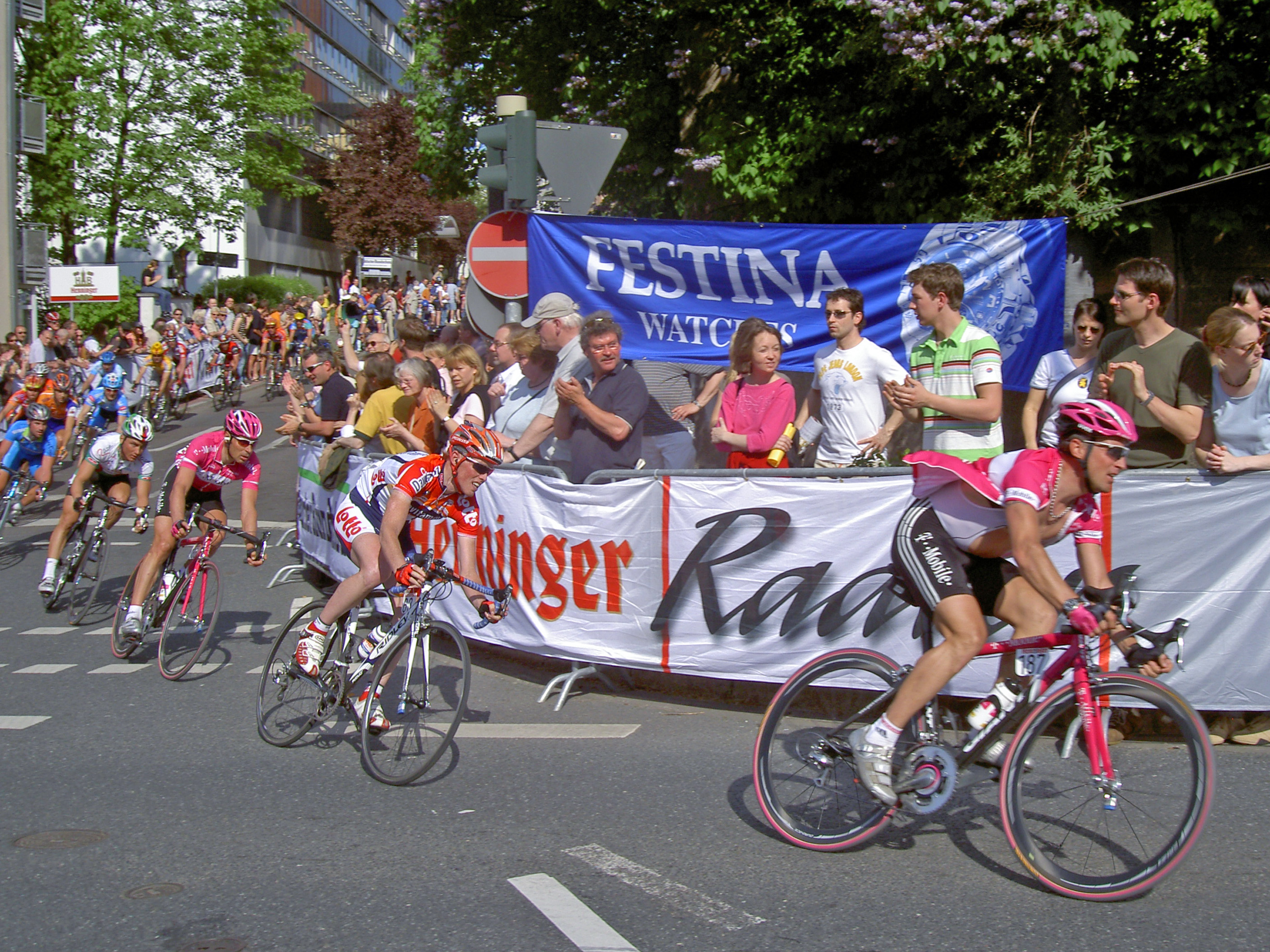
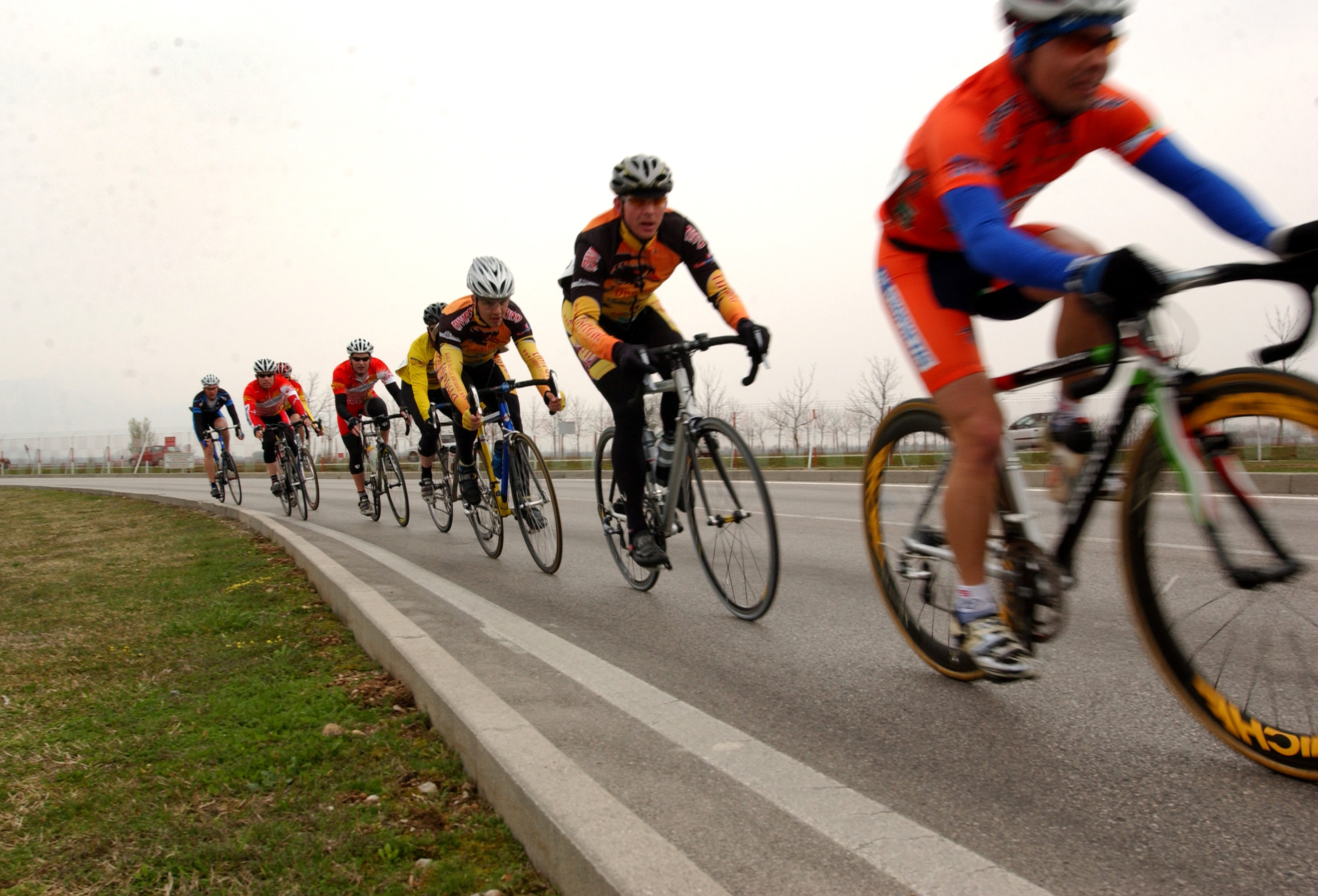
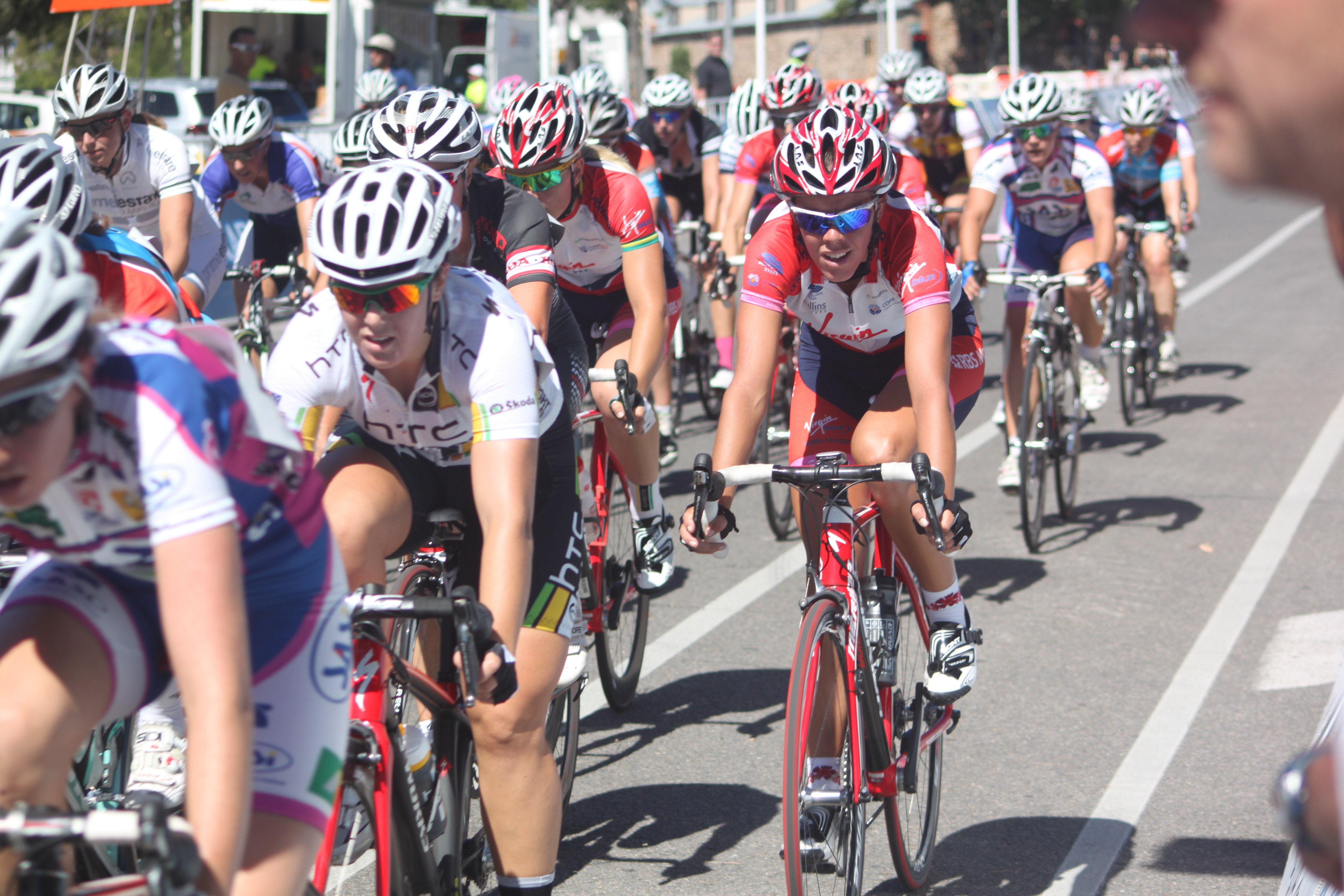
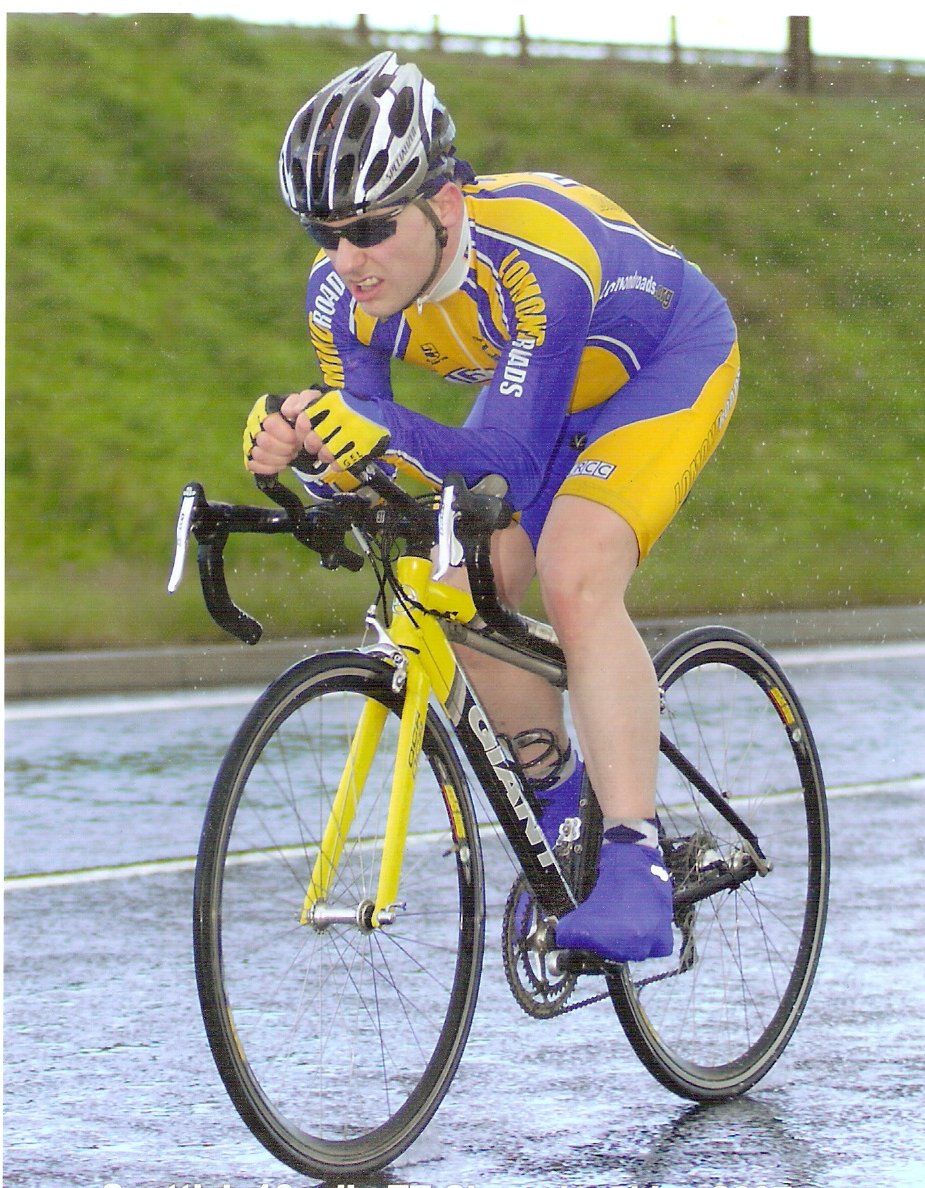